# Zagustaj (rejon kiżyngiński)
Zagustaj (ros. Загустай) – wieś (ułus) w Rosji, w Buriacji, w rejonie kiżyngińskim. W 2010 liczyła 1199 mieszkańców.